# Liste kantonaler Volksabstimmungen des Kantons Schaffhausen
Die Liste kantonaler Volksabstimmungen des Kantons Schaffhausen zeigt die Volksabstimmungen des Kantons Schaffhausen von 2003 bis 2013.

## Abstimmungen
An mit «keine kantonalen Abstimmungen» vermerkten Tagen fanden entweder eidgenössische Abstimmungen oder kantonale Wahlen statt, ohne dass eine kantonale Abstimmung vorlag.

### 2013
| Datum      | Titel der Vorlage | Anteil Ja-Stimmen | Resultat  |
| ---------- | --- | ----------------- | --------- |
| 24.11.2013 | Teilrevision des Gesetzes über die Ausrichtung von Beiträgen an die Landeskirchen (Reduktion des Staatsbeitrags an die Landeskirchen) | 46,6 %            | Abgelehnt |
| 24.11.2013 | Teilrevision des Schulgesetzes (Streichung der Subventionen der kieferorthopädischen Behandlungen in der Schulzahnklinik)             | 42,0 %            | Abgelehnt |
| 22.09.2013 | Keine kantonalen Abstimmungen |                   |           |
| 09.06.2013 | Keine kantonalen Abstimmungen |                   |           |
| 03.03.2013 | Kreditbeschluss betreffend Miete und Ausstattung der "Dreifachsporthalle und der Querhalle Stahlgiesserei"                            | 48,8 %            | Abgelehnt |
| 03.03.2013 | Volksinitiative "Steuern runter" | 32,3 %            | Abgelehnt |

### 2012
| Datum      | Titel der Vorlage                                                                      | Anteil Ja-Stimmen | Resultat   |
| ---------- | -------------------------------------------------------------------------------------- | ----------------- | ---------- |
| 25.11.2012 | Totalrevision des Gesundheitsgesetzes vom 21. Mai 2012                                 | 88,6 %            | Angenommen |
| 25.11.2012 | Variantenabstimmung des Gesundheitsgesetzes über Selbstmedikation                      | 28,5 %            | Abgelehnt  |
| 25.11.2012 | Volksinitiative "für bezahlbare Krankenkassenprämien (Prämienverbilligungsinitiative)" | 53,3 %            | Angenommen |
| 23.09.2012 | Keine kantonalen Abstimmungen                                                          |                   |            |
| 26.08.2012 | Keine kantonalen Abstimmungen                                                          |                   |            |
| 17.06.2012 | Keine kantonalen Abstimmungen                                                          |                   |            |
| 11.03.2012 | Teilrevision des Schulgesetzes vom 19. Dezember 2011 (Einführung geleiteter Schulen)   | 47,3 %            | Abgelehnt  |

### 2011
| Datum      | Titel der Vorlage | Anteil Ja-Stimmen | Resultat   |
| ---------- | --- | ----------------- | ---------- |
| 13.11.2011 | Keine kantonalen Abstimmungen |                   |            |
| 23.10.2011 | Keine kantonalen Abstimmungen |                   |            |
| 25.09.2011 | Volksinitiative "Schluss mit Steuerprivilegien für ausländische Millionäre" (Abschaffung der Pauschalsteuer)                                     | 55,1 %            | Angenommen |
| 25.09.2011 | Gegenvorschlag (Änderung des Gesetzes über die direkten Steuern [Anpassung der Voraussetzungen für Pauschalsteuer])                              | 53,7 %            | Angenommen |
| 25.09.2011 | Stichfrage («Ja» entspricht hier Volksinitiative, «Nein» dem Gegenentwurf)                                                                       | 53,9 %            | Angenommen |
| 25.09.2011 | Beschluss des Kantonsrates vom 6. Juni 2011 über die Bewilligung eines Rahmenkredites von 74,86 Mio. Franken für den Bau der S-Bahn Schaffhausen | 76,4 %            | Angenommen |
| 13.02.2011 | Teilrevision des Altersbetreuungs und Pflegegesetzes                                                                                             | 58,8 %            | Angenommen |

### 2010
| Datum      | Titel der Vorlage                                                                                               | Anteil Ja-Stimmen | Resultat   |
| ---------- | --- | ----------------- | ---------- |
| 28.11.2010 | Volksinitiative «Schaffhausen ohne HarmoS!»                                                                     | 48,3 %            | Abgelehnt  |
| 26.09.2010 | Keine kantonalen Abstimmungen                                                                                   |                   |            |
| 29.08.2010 | Volksinitiative für den Ausbau des Hochschulstandorts Schaffhausen (Hochschulinitiative)                        | 29,8 %            | Abgelehnt  |
| 07.03.2010 | Änderung der Kantonsverfassung (Justizgesetz)                                                                   | 74,1 %            | Angenommen |
| 07.03.2010 | Justizgesetz vom 9. November 2009                                                                               | 73,0 %            | Angenommen |
| 07.03.2010 | Gesetz über die Änderung von Art. 9 und Art. 12 (Friedensrichteramt) des Justizgesetzes                         | 42,1 %            | Abgelehnt  |
| 07.03.2010 | Teilrevision (Definitive Überführung einzelner Dienststellen in die wirkungsorientierte Verwaltungsführung WoV) | 53,0 %            | Angenommen |

### 2009
| Datum      | Titel der Vorlage                                                                          | Anteil Ja-Stimmen | Resultat   |
| ---------- | ------------------------------------------------------------------------------------------ | ----------------- | ---------- |
| 29.11.2009 | Keine kantonalen Abstimmungen                                                              |                   |            |
| 27.09.2009 | Volksinitiative zur Einreichung einer Standesinitiative («Die Bierdeckel-Steuererklärung») | 41,7 %            | Abgelehnt  |
| 27.09.2009 | Volksinitiative «Schluss mit der Diskriminierung der klassischen Familie»                  | 46,6 %            | Abgelehnt  |
| 27.09.2009 | Teilrevision des Gesetzes über den Brandschutz und die Feuerwehr                           | 60,3 %            | Angenommen |
| 27.09.2009 | Neues Bahn- und Buskonzept sowie die Aufhebung der Bahnübergänge im Klettgau               | 74,0 %            | Angenommen |
| 17.05.2009 | Keine kantonalen Abstimmungen                                                              |                   |            |
| 08.02.2009 | Teilrevision des Gesetzes über die direkten Steuern                                        | 88,6 %            | Angenommen |
| 08.02.2009 | Bildungsgesetz vom 10. November 2008                                                       | 43,8 %            | Abgelehnt  |
| 08.02.2009 | Schulgesetz vom 10. November 2008                                                          | 28,1 %            | Abgelehnt  |

### 2008
| Datum      | Titel der Vorlage | Anteil Ja-Stimmen | Resultat   |
| ---------- | --- | ----------------- | ---------- |
| 30.11.2008 | Stellungnahme über die Aufnahme der J15 ins Nationalstrassennetz                                                        | 88,9 %            | Angenommen |
| 30.11.2008 | Totalrevision des Gesetzes über Familien- und Sozialzulagen                                                             | 66,0 %            | Angenommen |
| 28.09.2008 | Keine kantonalen Abstimmungen                                                                                           |                   |            |
| 31.08.2008 | Keine kantonalen Abstimmungen                                                                                           |                   |            |
| 01.06.2008 | Keine kantonalen Abstimmungen                                                                                           |                   |            |
| 24.02.2008 | Änderung der Kantonsverfassung (Neues Wahlsystem für den Kantonsrat) vom 29. Oktober 2007.                              | 62,8 %            | Angenommen |
| 24.02.2008 | Änderung des Wahlgesetzes vom 29. Oktober 2007.                                                                         | 61,6 %            | Angenommen |
| 24.02.2008 | Änderung des Gesetzes über die Einführung des Schweizerischen Strafgesetzbuches (Einführung eines Vermummungsverbotes). | 84,3 %            | Angenommen |
| 24.02.2008 | Volksinitiative «Schaffung eines Berufsbildungsfonds (Lehrstelleninitiative)»                                           | 40,6 %            |            |

### 2007
| Datum      | Titel der Vorlage | Anteil Ja-Stimmen | Resultat  |
| ---------- | --- | ----------------- | --------- |
| 21.10.2007 | Keine kantonalen Abstimmungen                                                                                         |                   |           |
| 02.09.2007 | Keine kantonalen Abstimmungen                                                                                         |                   |           |
| 17.06.2007 | Keine kantonalen Abstimmungen                                                                                         |                   |           |
| 11.03.2007 | Revision des Dekretes über die Organisation des Steuerwesens (Neuorganisation des Steuerwesens) vom 13. November 2006 | 47,41 %           | Abgelehnt |

### 2006
| Datum      | Titel der Vorlage | Anteil Ja-Stimmen | Resultat   |
| ---------- | --- | ----------------- | ---------- |
| 26.11.2006 | Keine kantonalen Abstimmungen |                   |            |
| 24.09.2006 | Einführungsgesetz zum Berufsbildungsgesetz vom 8. Mai 2006 | 78,7 %            | Angenommen |
| 24.09.2006 | Revision des Bürgerrechtsgesetzes vom 22. Mai 2006 | 68,9 %            | Angenommen |
| 24.09.2006 | Revision der Verfassung des Kantons Schaffhausen vom 3. Juli 2006 (Einführung des Partnerschaftsgesetzes)                                                                                                   | 80,9 %            | Angenommen |
| 25.06.2006 | Beschluss des Kantonsrates vom 3. April 2006 über einen jährlichen Staatsbeitrag von 2 Mio. Franken für eine schnelle Bahnverbindung nach Winterthur und den direkten Flughafenanschluss (Verlängerung S16) | 75,41 %           | Angenommen |
| 21.05.2006 | Keine kantonalen Abstimmungen |                   |            |
| 26.02.2006 | Volksinitiative «Nur eine Fremdsprache an der Primarschule» | 48,68 %           | Abgelehnt  |
| 26.02.2006 | Kredit von 9,55 Mio. Franken für die Aufhebung des Niveauübergangs «Zollstrasse» in Neuhausen am Rheinfall                                                                                                  | 71,37 %           | Angenommen |

### 2005
| Datum      | Titel der Vorlage | Anteil Ja-Stimmen | Resultat   |
| ---------- | --- | ----------------- | ---------- |
| 27.11.2005 | Gesetz über die wirkungsorientierte Steuerung von Aufgaben und Finanzen vom 5. September 2005 (WoV-Gesetz)                             | 47,21 %           | Abgelehnt  |
| 25.09.2005 | Volksinitiative «EKS-Verkauf vors Volk»                                                                                                | 45,78 %           | Abgelehnt  |
| 25.09.2005 | Volksinitiative «EKS zurück an den Kanton»                                                                                             | 38,68 %           | Abgelehnt  |
| 05.06.2005 | Revision des Gesetzes über das Gastgewerbe und den Kleinhandel mit alkoholhaltigen Getränken vom 13. Dezember 2004 (Gastgewerbegesetz) | 74,12 %           | Angenommen |
| 05.06.2005 | Gesetz über die Einfügung von Art. 8 Abs. 2 in das Gastgewerbegesetz vom 13. Dezember 2004 (Nichtraucherschutz)                        | 55,93 %           | Angenommen |
| 27.02.2005 | Teilrevision des Elektrizitätsgesetzes vom 8. November 2004                                                                            | 47,25 %           | Abgelehnt  |
| 27.02.2005 | Spitalgesetz vom 22. November 2004 | 73,77 %           | Angenommen |

### 2004
| Datum      | Titel der Vorlage                                                                   | Anteil Ja-Stimmen | Resultat   |
| ---------- | ----------------------------------------------------------------------------------- | ----------------- | ---------- |
| 28.11.2004 | Keine kantonalen Abstimmungen                                                       |                   |            |
| 26.09.2004 | Gesetz über einen Infrastrukturfonds vom 28. Juni 2004                              | 45,08 %           | Abgelehnt  |
| 29.08.2004 | Volksinitiative «60 Kantonsräte sind genug»                                         | 70,2 %            | Angenommen |
| 29.08.2004 | Revision des Personal- und Lohnrechts vom 3. Mai 2004                               | 54,4 %            | Angenommen |
| 29.08.2004 | Änderung der Verfassung des Kantons Schaffhausen vom 17. Mai 2004 (Anwaltsaufsicht) | 81,3 %            | Angenommen |
| 16.05.2004 | Änderung Schulgesetz                                                                | 69,12 %           | Angenommen |
| 08.02.2004 | Keine kantonalen Abstimmungen                                                       |                   |            |

### 2003
| Datum      | Titel der Vorlage                                                          | Anteil Ja-Stimmen | Resultat   |
| ---------- | -------------------------------------------------------------------------- | ----------------- | ---------- |
| 30.11.2003 | Teilrevision des Gesetzes über die direkten Steuern vom 15.9.2003          | 65,43 %           | Angenommen |
| 19.10.2003 | Keine kantonalen Abstimmungen                                              |                   |            |
| 18.05.2003 | Änderung des Gesetzes über die Strassenverkehrssteuern vom 20. Januar 2003 | 35,92 %           | Abgelehnt  |
| 09.02.2003 | Energiegesetz vom 23. September 2002                                       | 40,06 %           | Abgelehnt  |